# Walter Brown (Kanute)
Walter William Brown (* 31. Mai 1925; † 15. April 2011 in Sydney) war ein australischer Kanute.

## Erfolge
Walter Brown nahm 1956 an den Olympischen Spielen in Melbourne im Zweier-Kajak mit Dennis Green in zwei Wettbewerben teil. Über 1000 Meter belegten sie zwar in ihrem Vorlauf den ersten Platz, im anschließenden Finale kamen sie nach einer Rennzeit von 3:59,1 Minuten aber nicht über den siebten Platz hinaus. Erfolgreicher verlief der Wettkampf auf der 10.000-Meter-Strecke. In einem zwölf Boote umfassenden Feld wurden keine Vorläufe ausgetragen, sodass alle Teilnehmer direkt im Finallauf starteten. Brown und Green gelang in 43:43,2 Minuten die drittschnellste Zeit, sodass sie hinter den siegreichen Ungarn János Urányi und László Fábián sowie Fritz Briel und Theo Kleine aus Deutschland die Bronzemedaille gewannen. Der Medaillengewinn war der erste im Kanusport in der australischen Olympiahistorie.